# Isan manga
Isan manga est une maison d'édition française  spécialisée dans le manga. Elle a été créée en 2011 par Karim Talbi et Étienne Barral. Cet éditeur se spécialise dans la diffusion d’œuvres ou auteurs issus du patrimoine japonais, dans un format Beau-livre.